# Potatoes and Melons at Wholesale Prices Straight from the Lockup
Potatoes and Melons at Wholesale Prices Straight from the Lockup è un album di cover del gruppo punk rock britannico Snuff. È stato pubblicato il 29 luglio 1997 dalla casa discografica Fat Wreck Chords.
Nel Regno Unito, il disco è uscito con il titolo Potatoes and Melons at Wholesale Prices Direct to You the Public.

## Tracce
1. Rivers of Babylon (Dowe, McNaughton)  1:37
2. Whatever Happened to the Likely Lads (Hugg, LaFrenais)  2:12
3. Shadows of Love (Dozier, Holland, Holland)  2:09
4. Soul Limbo (Dunn, Jackson, Jones)  3:11
5. Come and Gone (Redmonds)  2:16
6. It Must Be Boring Being Snuff (Tyler)  1:17
7. Ye Olde Folke Twatte (tradizionale)  2:47
8. Magic Moments (Bacharach, David)  2:18
9. Russian Fields (tradizionale)  2:09
10. Time Dub (Redmonds)  0:50
11. Pink Purple (Murphy, Redmonds)  2:53

## Formazione
- Duncan Redmonds - voce, batteria
- Loz Wong - chitarra
- Lee Batsford - basso
- Dave Redmonds - trombone
- Lee Murphy - hammond